# Nelson Machado
Nelson Machado Filho (São Paulo, 14 de janeiro de 1954) é um ator, dublador, diretor de dublagem, escritor,  youtuber, locutor e radialista brasileiro. É um dos mais ativos participantes da dublagem no Brasil e ficou famoso através da dublagem dos atores Carlos Villagrán, Robin Williams, Wesley Snipes, e Roberto Benigni; além de personagens como Glomer em Punky, Chucky em Brinquedo Assassino, e Darkwing Duck. Machado é considerado como um dos melhores dubladores brasileiros.

## Biografia
Nelson Machado Filho é filho do ator e radialista Nelson Machado, que já foi vereador em Santos e da atriz e também dubladora Dulcemar Vieira. Passou a infância em Santos. Logo após a separação dos pais, mudou-se com a mãe para São Paulo. Com a explosão da televisão no país e o início das técnicas de dublagem, sua mãe tornou-se dubladora de filmes e levava o filho junto com ela. Machado começou a dublar e a atuar quando tinha 14 anos, e nunca parou de dublar e adaptar obras estrangeiras, passando por todos os estúdios de dublagem principais de São Paulo.
Iniciou sua carreira como técnico de dublagem e dublador na extinta Arte Industrial Cinematográfica. Em sua carreira dublou vários personagens que o tornaram conhecido, o principal deles foi o Kiko (interpretado por Carlos Villagrán) no seriado El Chavo del Ocho, além dos demais personagens do ator Carlos Villagrán em Chapolin. Machado manteve-se como o único dublador do Quico no Brasil por muitos anos, tendo também dublado o personagem na redublagem de Chaves para DVD.
Em 2006, quando foi lançada a série animada do Chaves, Machado foi convidado pelo SBT para dublar o Quico novamente no desenho, mas não concordou com o salário oferecido e assim não fechou acordo para dublar, tendo sido substituído por Sérgio Stern na dublagem da animação. Em uma entrevista, Machado disse que queria o mesmo salário que recebeu para a redublagem de Chaves para DVD, mas o SBT não queria negociar. Anos depois, quando a emissora mandou dublar episódios inéditos da série original, Machado tentou um acordo financeiro com a emissora, mas sem sucesso. Com isso, foi novamente substituído, desta vez por Vinícius Souza. Machado só voltaria a dublar Quico em 2018, quando a série passou a ser exibida pelo Multishow.
Por seu trabalho na série animada do Chaves, Machado foi indicado a Melhor Dublador Coadjuvante no Prêmio Yamato de 2006.
Machado também escreveu o Livro "Versão Brasileira" onde conta "causos" e os bastidores do mundo das dublagens.
Ele vive e trabalha na cidade de São Paulo com a família, e atualmente tem um vlog no YouTube, Papo Com o Machado.
Machado também escreveu o livro "Espantado", contos com dose de humor negro peculiares com terror, mistério, magia e morte.

## Lista de trabalhos

### Televisão
| Ano       | Título                        | Papel         | Emissora                              |
| --------- | ----------------------------- | ------------- | ------------------------------------- |
| 1977-1978 | Ilha dos Bonecos              | somente a voz | Rede Tupi                             |
| 1987-1988 | Agildo no País das Maravilhas | somente a voz | Rede Bandeirantes                     |
| 1989-1990 | Cabaré do Barata              | somente a voz | Rede Manchete                         |
| 1984-1992 | Quico - Chaves                | somente a voz | SBT (Sistema Brasileiro de Televisão) |

### Publicações
| Livro | Ano               |
| --- | ----------------- |
| Versão Brasileira, editora capricórnio | 2004              |
| Versão Brasileira : Versão E-book, com vídeo de comentários do autor incluídos (e atualizado cada ano). Em CD, pela editora Souza Produções | 2007 - atualmente |
| Espantado, Editora Vertente. | 2005              |
| Espantado, Maori Books Editora | 2014              |

### Internet
| Ano           | Título             | Cargo        | Plataforma                  |
| ------------- | ------------------ | ------------ | --------------------------- |
| 2006          | Versão Brasileira  | Apresentador | TV Capricórnio e Super 8 TV |
| 2014-presente | Papo com o Machado | Apresentador | YouTube                     |